# ثوب الشمس (فلم)
ثوب الشمس- فيلم إماراتي، تصنيفه الفني "تشويق وإثارة" ، تم عرضه في عام 2014م، من إخراج: سعيد سالمين المري.

## قصة الفيلم وأحداثه
هو فيلم روائي طويل يتكلم عن قضية اجتماعية مهمة، وهي قضية المعاقين وانخراطهم في الحياة من خلال فتاة صماء تعاني الكثير من المشاكل في حياتها اليومية، وتدور أحداث الفيلم بين زمانين مختلفين هم (الماضي، والحاضر)، ومكانين مختلفين هم (سوريا، والإمارات) لتروي قصة حب تبدو أنها تأخذ طابعًا عامًا، بينما هي تغوص في عمق المجتمع الإماراتي وتفاصيله ومشكلاته، لتبدو وكأنها قصة محلية عن حياة (حليمة) لكنها على جانب آخر تروي حكاية يمكن تحدث في كل زمان ومكان.

## طاقم العمل
يتكون طاقم عمل الفيلم الإماراتي "ثوب الشمس" من مجموعة من الممثلين، نذكر من بينهم:
- مرعي الحليان، ممثل ومؤلف ومخرج إماراتي، مواليد 1965م
- حبيب غلوم، مخرج وممثل إماراتي، مواليد 1963م.
- نيفين ماضي، ممثلة سورية تقيم في الإمارات، مواليد 1992م
- بروين، ممثلة بحرينة، اسمها بالكامل "بروين أمان الله" ، مواليد 1968م
- صوفيا جواد، ممثلة وعارضة أزياء عراقية، مواليد لبنان 1986م
- حمد الحمادي، ممثل ومخرج إماراتي.
- أحمد عبدالله. إعلامي إماراتي.
- حسين محمود
- نبيه عربي
- رغداء هاشم. ممثلة سورية، مواليد 1965م.

## هوامش الفيلم
- عرض الفيلم للمرة الأولي في مهرجان ابو ظبي السينمائي، وتم عرضه في العديد من المهرجانات السينمائية، مثل مهرجان وهران السينمائي في دورته الرابعة، ومهرجان دمشق السينمائي بسوريا، مهرجان الغردقة للسينما الآسيوية، ومهرجان «سان فرانسيسكو» ومهرجان «روسيا»، ونال العديد من الجوائز ، منها جائزة في مهرجان مسقط السينمائي.[3][4]
- يوجه الفيلم الإماراتي الطويل «ثوب الشمس» رسالة توجيهية إلى المجتمع عن كيفية التعامل مع الصم والبكم ويؤكد على حقوقهم في الحياة، كما يسلط الضوء على نظرة المجتمع وتعامله معهم، لأن الإعاقة لا توقف مسار الحياة لدى الشخص. ويحمل الفيلم رسالة فلسفية في قالب رومانسي ملئ بالصراعات عن معنى الأحلام البريئة للشباب[5]
- يمثل الفيلم التجربة الروائية الطويلة الأولى في مسيرة سالمين الذي قدم عدداً من الأفلام الروائية القصيرة التي حققت عدداً كبيراً من الجوائز[2]

## روابط خارجية
- ثوب الشمس علي موقع قاعدة بيانات الأفلام العربية.
- ثوب الشمس علي موقع cinemavisionfilms